# Bulletstorm
Bulletstorm es un videojuego de acción en primera persona de 2011 creado por People Can Fly y Epic Games y publicado por Electronic Arts (EA). El juego se distingue por su sistema de recompensa a los jugadores con "puntos de habilidad" ('Skillshot' en la versión en inglés) para realizar eliminaciones cada vez más creativas. Bulletstorm no tiene ningún modo multijugador competitivo, prefiere incluir modos de juego cooperativo en línea y ataque de puntuación. Ambientada en el siglo XXVI la historia del juego se centra en Grayson Hunt, un pirata espacial y ex-operaciones negras que es abatido en un planeta devastado por la guerra mientras intenta vengarse del general Sarrano, su antiguo comandante que engaña a él y sus hombres para cometer crímenes de guerra y asesinar inocentes.
El desarrollo del juego comenzó en junio de 2007. Adrian Chmielarz y Cliff Bleszinski fueron el director y diseñador respectivamente, mientras que Rick Remender, el autor de Fear Agent, escribió la historia del juego. Originalmente se previó que fuera una versión basada en acción en tercera persona, aunque la base de combate y la perspectiva de juego pasaron por varias revisiones. La ficción Pulp, Burnout, Duke Nukem y Firefly inspiraron el equipo durante el desarrollo del juego. El equipo experimentó con los modos multijugador competitivos y el modo multijugador cooperativo de campaña durante la producción, pero se decidió eliminarlos debido a las limitaciones tecnológicas.
Cuando se lanzó en febrero de 2011 para Windows, PlayStation 3 y Xbox 360, el juego recibió críticas positivas por parte de críticos que elogiaron su configuración, gráficos, acción, ritmo y juego, pero fueron criticados por su historia, escritura y modos multijugador. Ha generado una gran controversia durante su liberación por su representación de la violencia. Bulletstorm fue un fracaso comercial tanto por Epic Games como Electronic Arts, vendiendo un millón de ejemplares en 2013. Gearbox Publishing lanzó una versión remasterizada del juego titulada Bulletstorm: Full Clip Edition en abril de 2017 para Windows, PlayStation 4 y Xbox One, y una versión para Nintendo Switch en agosto de 2019. Se suspendió una secuela mientras el estudio reasignó sus recursos para trabajar con Gears of War: Judgement.

## Jugabilidad
Como Videojuego de disparos en primera persona, Bulletstorm se centra en el combate. El juego presenta ocho armas, cada una con sus propios comportamientos. Además de armas de fuego estándar como escopetas y fusiles de asalto, el juego presenta armas inusuales como el "Bouncer", que dispara bolas de cañón explosivas, y el "Flailgun", un cañón que dispara boleadoras ponderado por granadas. Cada arma tiene un modo de fuego alternativo que utiliza "cargas"; por ejemplo, el "tiro de carga" del revólver Screamer convierte el arma en una pistola de bengalas que enciende de fuego un enemigo y los envía al aire.
El personaje jugable está equipado con una "correa de energía" que le permite arrastrar enemigos hacia él y lanzar una bola de energía que lanza al aire todos los enemigos cercanos y barriles explosivos. El jugador también puede patear a los enemigos o correr y deslizarse bajo ellos. Si un enemigo es lanzado al aire desde el látigo o por patadas / deslizamientos, entra en cámara lenta, lo que permite a los jugadores realizar tiros de habilidad. "Skillshot" ('tiro/punto de habilidad') recompensa al jugador para matar oponentes de las formas más creativas e inusuales posibles. Se conceden puntos para diversas acciones, tales como matar enemigos en el aire, hacer uso de peligros medioambientales como lanzar enemigos hacia picos y empalar, usar la característica diferente de un arma. Cuanto más complicada o inusual sea la competencia, más puntos adquieren los jugadores. Los puntos se utilizan como moneda en los “dropkits” repartidos por todo el planeta para comprar armas de fuego, municiones y actualizaciones. Los dropkits son como checkpoints, donde también son los lugares donde los jugadores pueden cambiar sus armas, acceder a la base de datos Skillshot y visualizar las estadísticas de los jugadores.
Además de la campaña para un jugador, los jugadores pueden acceder a dos modos adicionales. En "Echoes" ('flash-backs' en la versión en español), los jugadores deben jugar a un nivel de un solo jugador y matar a los enemigos de la manera más inusual posible en un período fijado. A cada jugador se le da una valoración sobre su rendimiento, que luego se carga a una clasificación. Otro modo es "Anarchy", un modo multijugador de cuatro jugadores. En Anarchy, los jugadores deben luchar a través de oleadas de enemigos y realizar tiros de habilidad. Cuando el grupo de jugadores gana bastante habilidades, puede desbloquear nuevos niveles y escenarios. El modo Anarchy tiene su propio conjunto de capacidades y un sistema de progresión único.

## Argumento
Bulletstorm tiene lugar en el siglo XXVI, donde el universo es dirigido por la "Confederación de Planetas". Grayson Hunt (Steven Blum) es el líder de Dead Echo, un equipo de operaciones negras bajo el mando del general de la confederación Victor Sarrano (Anthony De Longis). Dead Echo asesina a un hombre llamado Bryce Novak. Mientras buscaban en su ordenador, descubren que Novak era un periodista civil, documentando pruebas de la corrupción de Sarrano y su uso de Dead Echo para eliminar a sus enemigos políticos y personales. Cuando Sarrano envía soldados para matarlos, Grayson y su equipo desertan, huyen hacia los confines del universo y se convierten en piratas.
Diez años después, la nave que transportaba Grayson (ahora lucha con el alcoholismo) y sus compañeros Ishi Sato (Andrew Kishino), Rell Julian (Chris Cox), y Dr. Whit Oliver (Robin Atkin Downes) es interceptado por la Ulysses, la nave insignia de Sarrano, cerca del planeta de Stygia. En una rabia borrachera, Grayson ataca y pilla la Ulysses. Ambas naves aterrizan accidentadament en Stygia, hiriendo fatalmente Ishi. Oliver envía Grayson y Rell a encontrar una célula de energía que alimente el equipamiento médico de la nave para que pueda operar. Grayson localiza una cápsula de escape de la Ulysses y recupera su célula energética y un dispositivo llamado "correa de instinto". Vuelven con la célula y Doc consigue sustituir la mayor parte del cuerpo de Ishi por cibernética, incluido un procesador de inteligencia artificial para partes de su cerebro. Sin embargo, en medio de la operación, los merodistas irrumpen la nave; Doc y Rell son asesinados, y mientras Ishi sobrevive, queda permanentemente desfigurado por la cirugía incompleta.
Grayson y Ishi deciden trabajar juntos para salir del planeta, aunque Ishi culpa a Grayson de la muerte de sus amigos. Mientras se abren camino hacia la ciudad más cercana, el procesador de inteligencia artificial en el cerebro de Ishi se apodera varias veces, alimentado por su ira por el egoísmo de Grayson y la negativa a renunciar a su vendetta. La correa de instinto conduce Grayson a otra cápsula de escape, donde encuentran a Trishka (Jennifer Hale), un miembro de Final Echo, la unidad que sustituyó a Dead Echo. Acepta trabajar con Grayson y Ishi a condición de que le ayuden a rescatar a Sarrano. Grayson se entera de que Trishka era la hija de Novak; después de que Dead Echo le salvara la vida sin querer, se unió al ejército para cazar los "separatistas" que lo mataron. Grayson le cuenta que Sarrano fue el responsable de la muerte de su padre, pero miente sobre su participación.
Los tres se enfrentan en la cápsula de escape de Sarrano, que aterrizó encima de un rascacielos. Trishka mantiene Sarrano a punta de pistola y pide respuestas; consigue sacarla de la azotea e informa a Grayson y Ishi que la Ulysses lleva una "bomba de ADN" diseñada para acabar con toda la vida en Stygia para que se pueda repoblar. Afirma que la bomba está dañada y que, si no se desarma pronto, morirán antes de que llegue la ayuda. A regañadientes, los dos luchan a su lado para llegar a los restos de la Ulysses. Sarrano engaña a Grayson para que arme la bomba y se escape, dejándolo atrapado a él y a Ishi. Del mismo modo que parece que están a punto de morir, Trishka, que aún vive, los rescata.
Los tres corren hacia la nave de rescate de Sarrano y suben a bordo justo cuando despega. Se pelean a través de las tropas de "Heavy Echo" de Sarrano y se enfrentan en el puente de la nave. Trishka pide saber quién mató a su padre, y Sarrano revela que Grayson y sus hombres lo hicieron. Se produce una discusión y Sarrano utiliza su propia correa de instinto para secuestrar el cuerpo de Ishi y obligarle a atacar Grayson y Trishka. Animado por Grayson, Ishi consigue arrebatar el control y termina tomando una bala destinada a su amigo. Enrabietado, Grayson empala Sarrano en la pared, pero Sarrano es capaz de expulsarlo a él y a Trishka de la nave hacia la superficie de Stygia. Grayson y Trishka vuelven hacia la Ulysses y a bordo suben a una cápsula de escape no utilizada. Lo lanzan a una órbita baja, con la explosión de la bomba de ADN que propulsa la nave hacia el espacio. Mientras Stygia se consume lentamente por la explosión, los dos hablan de la venganza de Grayson, la pérdida de su equipo y Sarrano aún vivo. Trishka le pregunta a Grayson que hará sobre la fuga de Sarrano y la pantalla se desvanece en negro. En una escena poscréditos, se revela que Sarrano ahora es un cyborg debido a la extensión de sus heridas. Ishi también sobrevive, aunque bajo el control total de su procesador de inteligencia artificial.

## Desarrollo

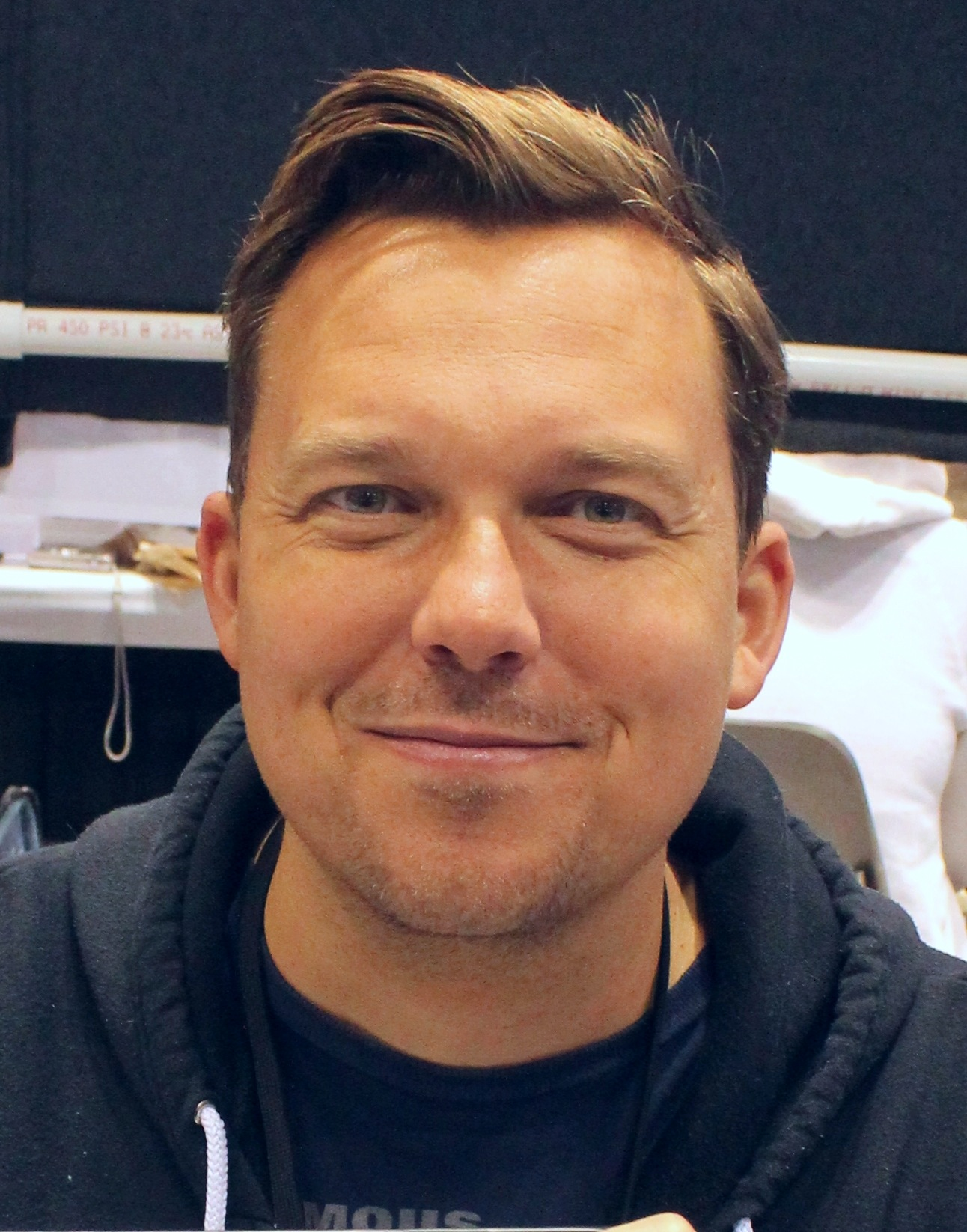
Rick Remender fue el guionista del juego.

Bulletstorm fue desarrollado por el estudio de juegos polaco People Can Fly. Anteriormente habían creado la serie Painkiller, un Videojuego de disparos en primera persona diseñado para PC. Bulletstorm fue el primer juego triple A del estudio. El desarrollo se inició en junio de 2007 y el juego tuvo un ciclo de desarrollo aproximado de tres años y medio. Durante la producción del juego, el estudio contaba con unas 70 personas trabajando. El juego era una colaboración entre PCF y Epic Games, que habían adquirido una participación mayoritaria en el estudio en agosto de 2007. Electronic Arts (EA) publicó el juego bajo su programa EA Partners, tras quedar impresionado por el trabajo realizado por el estudio con Painkiller. Por parte de PCF, Adrian Chmielarz dirigió el juego, que fue diseñado por el creador Cliff Bleszinski de Gears of War de Epic, y escrito por el escritor y productor Rick Remender. PCF confirmó el 2 de febrero de 2011, que Bulletstorm fue declarado fase de oro, indicando que se estaba preparando para la duplicación y la liberación.
Desde que Bulletstorm fue el primer videojuego del estudio desarrollado para consolas domésticas, Epic Games ayudó PCF en gran medida cuando llevaban el juego a PlayStation 3 y Xbox 360. El motor de Epic Unreal Engine 3 en lugar del motor propietario de PCF impulsó el juego. Este cambio permitió al equipo crear demostraciones de juegos rápidamente cuando presentaban el proyecto a los editores. La demostración inicial impresionó a Epic, que aceptó colaborar con PCF. Mientras PCF fue el principal desarrollador de Bulletstorm, Epic Games aseguró que el juego era de alta calidad proporcionando comentarios y apoyo al motor. Parte del desarrollo del juego se subcontrató a empresas externas de Alemania, EE. UU., China, Suecia y Polonia. Epic, un desarrollador entonces con buenas relaciones, ayudó a conseguir un acuerdo de publicación con Electronic Arts. Aunque inicialmente hubo problemas de comunicación entre las tres empresas, este problema disminuyó cuando el estudio racionalizó los procesos de comunicación. Mientras que EA y Epic habían proporcionado sus comentarios por separado a PCF, el nuevo modelo de comunicación vio que EA proporcionaba comentarios directamente a Epic que integraría los comentarios de EA con sus propios y los entregaría a PCF. Respecto a la colaboración con Epic, Chmielarz dijo que el estudio "recibió un gran amor afecto de Epic y su enfoque de calidad sin concesiones", y sugirió que era "una lección fantástica sobre lo que significa calidad".
Originalmente, el estudio no tenía previsto tener ninguna característica de juego única ni un objetivo ambicioso para el juego y sólo quería "ofrecer una divertida aventura". El juego se previó inicialmente como un Videojuego de disparos en tercera persona basado en cubierta similar a Gears of War. El juego sufrió múltiples iteraciones y, a medida que avanzaba el desarrollo, se convirtió en un FPS basado en cubierta. Más tarde, el equipo decidió no poner énfasis en la portada después de haber creado las armas, ya que consideraban que la portada no se complementaba con el juego. El estudio incorporó sistemas que apoyarían el juego emergente. Mega Man inspiró la mecánica del deslizamiento, mientras que la lanza de Scorpion de Mortal Kombat inspiró la correa. A través de pruebas focales internas y viendo como jugaban compañeros de desarrollo, el equipo se dio cuenta de que "la gente jugaba con sus enemigos como si un gato jugase con un ratón". Esto condujo a la creación del sistema Skillshots, que tenía como objetivo premiar la creatividad de los jugadores. Bleszinski describió el juego como "el Burnout de los shooters", y citó Duke Nukem, Firefly y Serenity como sus inspiraciones.
Mientras que el estudio había creado un prototipo jugable de team deathmatch, no lo incorporaron al producto final porque creían que el mercado estaba lleno de FPS competitivos en ese momento. El equipo creó el modo cooperativo Anarchy como alternativa. El desarrollo de Anarchy comenzó durante las últimas etapas de la producción, y sólo atendió a jugadores hardcore. Concluyó que era "una elección incorrecta para los modos en línea" retrospectivamente. Bleszinski añadió que las armas de fuego inusuales aparecidas en la campaña no se traducirían bien en un entorno de juego competitivo y que habría requerido PCF a volver a trabajar todos los sistemas. El juego inicialmente tenía un modo cooperativo que permitía a los amigos jugar juntos a través de la campaña, pero se canceló después de que el equipo se dio cuenta de que cambiar el juego de "ser este tipo de rompecabezas en esencialmente este simulador de esquí alpino ". Su eliminación permitió al estudio animar a los jugadores a utilizar Skillshots con más frecuencia y permitió al equipo crear escenarios más únicos. El modo Echoes de ataque de puntuación se añadió en los últimos seis meses de producción después de ver jugadores y periodistas compitiendo entre ellos para obtener puntuaciones altas jugando en un demo del juego en el E3 2010.
Chmielarz reclutó Rick Remender en 2009, impresionado por su trabajo en series de cómics de Fear Agent y Black Heart Billy. Remender fue invitado a visitar la sede de PCF en Varsovia durante una semana y terminó de redactar la historia con el equipo del juego. La historia del juego se centró en la "redención y la venganza", y el planeta Stigya, un paraíso turístico destruido por un desastre natural de origen desconocido, debía evocar el mismo sentimiento que Rapture de BioShock. Remender añadió que el relato de la historia no pretendía ser serio y que la narración se basaba mucho en clichés. Se describió el personaje Ichi como el "Samurai Spock" mientras que el general Sarrano, que inicialmente sólo era un malvado, fue descrito como un "psicópata clásico" y un "demonio". La ficción Pulp como Juan Buscamares (una serie de cómics publicada en enero de 1998 en la revista Heavy Metal), Indiana Jones, y portadas de revistas masculinas del 1920 al 1970, todos ayudaron a inspirar la narrativa y las imágenes del juego. El juego fue criticado en el lanzamiento por su profanación aguda; Chmielarz respondió que, como polacos, el idioma inglés era "exótico y divertido para nosotros" y no se dio cuenta de que el juego tenía tanto hasta que leyó la traducción en polaco. El equipo incorporó un filtro de idiomas, aunque Chmielarz señaló que pocos se dieron cuenta.

## Lanzamiento
En 2008, Electronic Arts anunció que publicaría una nueva propiedad intelectual del desarrollador de juegos independiente Epic Games. El nombre de "Bulletstorm" se reveló cuando el desarrollador del juego People Can Fly presentó una solicitud de marca comercial para el nombre en diciembre de 2009. Originalmente, el diseñador de Epic Games Cliff Bleszinski estaba programado para anunciar el juego junto con Gears of War 3 durante una aparición en Late Night with Jimmy Fallon el 8 de abril de 2010. Sin embargo, su aparición se retrasó hasta el 12 de abril de 2010. El juego se reveló antes de la aparición prevista de Bleszinski en la revista de videojuegos Game Informer publicado en su número de mayo de 2010, donde se mencionaba el juego en su portada.
EA proporcionó un amplio marketing para el juego. Epic lanzó una edición limitada de Bulletstorm exclusivamente para Xbox 360 conocida como Epic Edition. La Epic Edition incluye contenido adicional en el juego sobre el Bulletstorm en línea y acceso a la versión multijugador de Gears of War 3. En enero de 2011, se liberó un video viral para Bulletstorm, parodiando el diorama "Believe" de Halo 3. Esto se siguió en febrero con la publicación de Duty Calls, un juego de PC descargable que parodia la saga Call of Duty, así como los tópicos generales de los shooters en primera persona. Los jugadores que reservaron la Limited Edition para PC también recibieron una copia gratuita de Shank de Klei Entertainment. Se lanzó una demostración del juego, con una de las misiones Echoes del juego el 25 de enero de 2011, para Xbox 360 y el 26 de enero de 2011, para PlayStation 3. Tras este anuncio, Bleszinski escribió un tuit el 14 de enero de 2011, diciendo que la demostración sólo era para PlayStation 3 y Xbox 360, que los revisores de juegos consideraban que era una manera de burlarse de los jugadores de PC. El vicepresidente de Epic Games Mark Rein más tarde, aclaró que se publicaría una demostración de PC después del lanzamiento del juego. Epic lo publicó el 4 de abril y presentaba el mismo nivel que las versiones de consola. La demostración atrajo más de dos millones de jugadores, aunque, en retrospectiva, Chmielarz creía que la demostración había confundido los jugadores, ya que la misión Echo no comunicó adecuadamente la experiencia al jugador. El juego se lanzó para Windows, PlayStation 3 y Xbox 360 el 22 de febrero de 2011. Inicialmente se produjeron efectos de muñecos, la sangre y sus salpicaduras y desmembramientos pero fueron censurados en la versión alemana del juego, a pesar de que el Entertainment Software Rating Board de Alemania le otorgó una clasificación de "Adulto". Más tarde, el consejo de calificación alemán revirtió su decisión con Bulletstorm: Full Clip Edition, que se permitió liberar sin censura. Tanto Bleszinski como Chmielarz criticaron la campaña de marketing del juego, que se centró ampliamente en la tontería del juego y se basó mucho en los chistes.
El primer contenido de descarga (DLC) de Bulletstorm, titulado Gun Sonata, se lanzó el 14 de abril de 2011 para PlayStation 3 y Xbox 360, y el 19 de mayo de 2011 para PC. El contenido incluye tres mapas Anarchy, dos misiones Echo y dos colores Leash. El segundo DLC, Blood Symphony, se lanzó el 10 de junio de 2011 para Xbox 360. El contenido incluye dos mapas "Echoes", tres mapas "Anarchy" y un nuevo modo llamado "The Ultimate Echoes".

### Versión remasterizada
Gearbox Publishing reveló la versión remasterizada durante el The Game Awards 2016 en diciembre. Aumentó la resolución de textura e incluyó soporte para resoluciones de 4K, y contenido adicional creado por People Can Fly. La versión remasterizada incluye contenido nuevo como el Overkill Campaign Mode, que inicia los jugadores con acceso a todas las armas del juego y seis nuevos mapas Echo. Los que reservaron el juego tuvieron acceso al contenido descargable de Duke Nukem's Bulletstorm Tour, permitiendo a los jugadores jugar como Duke Nukem con la nueva voz grabada por Jon St. John. Randy Pitchford de Gearbox explicó que la versión remasterizada no era una actualización gratuita para aquellos que ya tenían el juego en Windows por lo que la licencia todavía la tenía Electronic Arts y Gearbox sólo había asegurado los derechos para ayudar People Can Fly a crear el remaster. Además, hubo problemas en la transición de la plataforma discontinua de Games for Windows Live. Con el título de "Full Clip Edition" , la versión remasterizada se publicó el 7 de abril de 2017 para Windows, PlayStation 4, y Xbox One. Gearbox creó controversia cuando se asociaron con el distribuidor de claves del juego G2A para la venta exclusiva de la Edición de Coleccionismo de Full Clip Edition. El estudio finalmente canceló su acuerdo con G2A. Un puerto de Full Clip Edition para Nintendo Switch, con el título de Duke of Switch Edition, se publicó el 31 de agosto de 2019.

## Recepción

### Crítica
Según el agregador de reseñas Metacritic, el juego recibió críticas generalmente positivas en su lanzamiento.
El combate del juego recibió aclamaciones. Escribiendo para GameSpot, Kevin VanOrd describió el juego como "a veces ridículo y a menudo divertido". Elogió la mecánica de los skillshots por haberse unido al sistema de actualización, ya que esto dio a los jugadores un incentivo para utilizarlos durante el combate. También disfrutar de las armas, que permiten a los jugadores luchar contra enemigos de maneras "intrigantes". Tim Turi de Game Informer elogió el juego para ofrecer a los jugadores mucha libertad a la hora de controlar Grayson, comparando el juego favorablemente con Mirror's Edge. También aplaudió como el juego permitía a los jugadores combinar diferentes movimientos libremente. Rich McCormick de PC Gamer también le gustó el sistema de skillshots para permitir a los jugadores utilizar su creatividad para eliminar los enemigos. Sin embargo, señaló que este bucle de combate cae de forma plana durante la última parte del juego, los jugadores combaten enemigos mutantes más ágiles. Arthur Gies, un revisor de IGN, describió el juego como "violentamente encantador". Observó que el sistema de skillshots, las armas y el juego de pistola sensible convirtieron el combate de Bulletstorm en un éxito. Señaló, sin embargo, que al final del juego, el combate se volvió monótono y repetitivo ya que el juego no ofreció encuentros de combate más diversos. David Houghton de GamesRadar comparó el juego con un "juego de rompecabezas en 3D" i un "juego de estrategia de alta velocidad". Describió el juego como "un diseño muy inteligente, muy complicado y suntuosamente matizado que se hace pasar por un gran juego de acción tonto" y reconoció que su juego ayudaba a evolucionar el género FPS.
Los críticos también gozaban generalmente del escenario y el ritmo del juego. VanOrd le gustó la variedad en el diseño de la misión del juego y consideró que la mayoría de las misiones eran entretenidas y emocionantes. Sin embargo, quedó decepcionado por el diseño lineal del juego, lo que dificultaba al jugador controlar el campo de batalla cuando se enfrentaban a múltiples enemigos a la vez. Gies, Randy Nelson de Joystiq y Christian Donlan de Eurogamer elogiaron el escenario y el ritmo del juego. Tanto McCormick como Gies elogiaron las imágenes del juego y la paleta de colores del ambiente. Nelson elogió Stygia como escenario, describiendo la campaña como un "paseo salvaje por algunas ubicaciones alienígenas realmente fantásticas". Gies también apreció la narración ambiental del juego, que ayudó a establecer la historia de Stygia y la convirtió en un entorno interesante.
Los personajes y la trama del juego recibieron una opinión mixta. Los personajes eran considerados conflictivamente redondeados o unidimensionales, y VanOrd tildó el diálogo lleno de blasfemias, "merescedor" y socavó el intento del estudio de narraciones serias. Nelson, en cambio, creía que el uso de blasfemias adaptaba tonalmente al juego y ofrecía momentos de ligereza después de secuencias pesadas en combate. Gies describió la trama como original y le gustaron los personajes, aunque criticó el final anti-climático. Nick Chester, escribiendo para Destructoid, dijo que la divertida historia complementaba bastante bien la jugabilidad, aunque señaló que la narración se basaba en tópicos de ficción pulp y giros argumentales previsibles. Taylor Cocke de 1Up.com le gustó como el juego parodiaba otros estilos de FPS y que se desata del foco del melodrama. Sin embargo, remarcó que la historia era excesivamente seria y que la campaña fue arrastrada por el fuerte contraste entre el tono de la historia y el caótico y creativo combate.
El componente multijugador del juego recibió críticas poco brillantes. VanOrd consideró que el multijugador era divertido pero de alcance limitado. Remarcó que la experiencia, aunque mayoritariamente gratificante, podría ser frustrante si los jugadores se unieran a desconocidos. Añadió que los mapas del modo eran demasiado pequeños y los jugadores pueden aburrirse fácilmente debido a la falta de variedad. Gies compartía un sentimiento similar, escribiendo que Anarchy se volvía repetitivo muy rápidamente. Gies remarcó la ausencia de cooperativas de campaña como una oportunidad perdida. Aunque calificó los Echo como una buena inclusión, se decepcionó porque la clasificación no se incorporara a la campaña principal del juego. Nelson le gustó el modo Anarchy para incluir nuevos Skillshots, pero llamó el modo Echo "cut-and-dry". Donlan le gustó que el modo Echo fuera una experiencia refinada, que ignoraba completamente los elementos de la historia y comparaba favorablemente la competición de la clasificación con la de Need for Speed: Hot Pursuit y Zuma Blitz.
La versión remasterizada también recibió críticas generalmente positivas. Scott Butterworth de GameSpot elogió las texturas y las imágenes actualizadas, la distancia de dibujado "impresionante" y velocidad de fotogramas estable. Sin embargo, se decepcionó de que el DLC de Duke Nukem no cambió significativamente la historia ni cambió las escenas cinemáticas. Lucy O'Brien de IGN elogió el sistema de iluminación mejorado y creyó que las imágenes mejoradas ayudaban a elevar la intensidad y la urgencia de los componentes del juego. Sin embargo, señaló que el juego original mostraba su edad debido a la presencia de paredes invisibles y la falta de un botón de salto dedicado. Expresó su decepción por el hecho de que PCF no añadió novedades al remaster. Revisando la versión de Nintendo Switch, PJ O'Reilly de Nintendo Life expresó su decepción por la ausencia de multijugador y la falta de controles giroscópicos.

### Controversia con Fox News
El 8 de febrero de 2011, Fox News examinó el juego en un artículo de John Brandon en su sitio web, una emisión televisiva y otro artículo. Una parte del grupo de Fox News fue la psicóloga Carole Lieberman, que afirmó: "El aumento de las violaciones se puede atribuir en gran parte al juego de escenas [sexuales] de los videojuegos". Su declaración provocó que consumidores de videojuegos enfurecidos hicieran un bombardeo de reseñas de su libro en Amazon.com. Más tarde, Lieberman respondió diciendo que Brandon sacó sus citas de contexto. Sin embargo, continuó dibujando correlaciones entre la violación y el contenido sexual en videojuegos, afirmando tener "miles" de trabajos de investigación que apoyaban su afirmación. Para apoyar su afirmación, Lieberman se refirió a ocho fuentes, una de ellas de Bulletstorm. El blog sobre videojuegos Rock, Paper, Shotgun analizó las afirmaciones de Lieberman y encontró que sólo una de las ocho fuentes que proporcionó tenía algo que ver con el tema en cuestión. Kotaku también citó datos del Departamento de Justicia de Estados Unidos según los cuales el número de casos de violación ha ido disminuyendo desde 1973, aunque Lieberman lo refutó diciendo que las estadísticas oficiales de violación "eran conocidas por ser variables y poco fiables ". El Dr. Mark Griffiths, profesor de la Nottingham Trent University, las conferencias de las que se centraron en la adicción a los videojuegos, describieron la noticia de Fox como "sensacionalista" en una entrevista en el Guardian. Añadió que sería muy difícil demostrar que la exposición a contenido sexual en videojuegos contribuye a delitos de violación debido al gran número de factores de confusión implicados. Brandon hizo un seguimiento de su informe el 20 de febrero, y añadió que la prensa de videojuegos "reaccionó violentamente" y que los expertos con los que había hablado "estaban casi universalmente preocupados porque la violencia de los videojuegos llegara a un punto álgido". Rock, Paper, Shotgun más tarde se puso en contacto con los expertos, la mayoría dijeron que nunca habían dicho que hay un vínculo concluyente entre la violencia de los videojuegos y la violencia del mundo real.
EA defendió los desarrolladores del juego y el mismo juego. Su vicepresidente de relaciones públicas, Tammy Schachter, escribió que el editor había seguido las políticas establecidas por la ESRB y comercializado el juego sólo a un público maduro. Añadió que "como Kill Bill de Tarantino o Sin City de Rodriguez, este juego es una expresión de entretenimiento creativo para adultos". El CEO de Epic Mike Capps añadió que la controversia de Fox News ayudó el juego a llegar a un público más amplio, y se mostró encantado de que la prensa de videojuegos ayudara a defender el juego. Señaló su preocupación por el hecho de que la noticia de Fox pudiera engañar a un público desinformado.

### Ventas
EA tenía altas expectativas de ventas para el juego. David DeMartini, un ejecutivo de EA, remarcó que el juego tenía el potencial que los juegos de Gears of War.
En el Reino Unido, Bulletstorm fue el segundo videojuego más vendido en su lanzamiento de la semana después de Killzone 3. En Estados Unidos, fue el séptimo juego más vendido en febrero de 2011. Vendió alrededor de 300 000 unidades en febrero; la Xbox 360 era la plataforma preferida para la mayoría de jugadores. Capps añadió que el juego no obtuvo beneficios para Epic, mientras que una fuente anónima de EA reveló que el juego "no les funcionó". En 2013 se reveló que el juego vendió en menos de un millón de copias. Capps añadió que el juego no se vendió bien en PC, y citó la piratería como el principal motivo de su decepcionante rendimiento, aunque admitió que no era un puerto muy bueno. Chmielarz culpó inicialmente del marketing EA del juego, que redujo "las ideas a nuevas bromas para los chicos". Más tarde, reconoció que el juego fue víctima de un cambio de la industria, ya que los juegos de nivel más bajo se fueron eliminando lentamente. Sin embargo, Sebastian Wojciechowski, el CEO de People Can Fly tras su separación de Epic, consideró que el juego se vendía bien, y añadió que nunca se consideraría tan exitoso ni rentable como la serie Gears of War de Epic en aquella época.
Bulletstorm: Full Clip Edition debutó como el 23º juego más vendido en el Reino Unido en su semana de lanzamiento.  Wojciechowski añadió que las ventas del remaster "fueron muy, muy bien" y que validaron la creencia del estudio que debería hacer algo en el futuro.

## Secuela
Según Capps, el estudio había comenzado a desarrollar la secuela de Bulletstorm, pero se dejó de lado cuando Epic asignó PCF a trabajar con Gears of War: Judgement, un spin-off de la serie Gears of War. PCF se independizó en 2015 tras una adquisición por la dirección, y conservó los derechos de propiedad intelectual de Bulletstorm. Hablando de una posible secuela en 2019, Wojciechowski dijo que el estudio quería que el juego tuviera una "segunda vida" a pesar de que no era el objetivo a corto plazo del estudio. Wojciechowski añadió que si el estudio volviera a trabajar en el juego, considerarían formas de hacerlo más popular.